# Andrey Shcharbakow
Andrey Anatolyevich Shcharbakow ou Chtcharbakow (biélorusse : Андрэй Анатолевіч Шчарбакоў), né le 31 janvier 1991 à Vitebsk à l'époque en RSS biélorusse et aujourd'hui en Biélorussie et mort le 17 décembre 2018, est un joueur de football biélorusse, qui évolue au poste de gardien de but.

## Biographie

### Carrière en sélection
Il participe avec la sélection biélorusse aux Jeux olympiques d'été de 2012. Il ne joue toutefois aucun match lors du tournoi olympique.

### Décès
Le 17 décembre 2018, la voiture dans laquelle il se trouvait est rentrée à contresens sur l'autoroute M1 et a percuté une dépanneuse. Andrey Shcharbakow, son épouse et leur fils de 6 ans sont morts sur le coup. Leur second fils, âgé de 3 ans, a survécu à l'accident.

## Palmarès
BATE Borisov
- Championnat de Biélorussie (1) :
  - Champion : 2011.